# Natalie Blair
Natalie Louise Blair-Hoflin es una actriz australiana, más conocida por haber interpretado a Carmella Cammeniti en la serie Neighbours.

## Biografía
Es hija del exfutbolista John Blair, su primo es el jugador Jarryd Blair.
Natalie es muy buena amiga de la actriz Pippa Black.
En el 2006 comenzó a salir con el actor Beau Brady, la pareja se comprometió, sin embargo después de estar casi dos años juntos, en enero del 2007 terminaron su relación.
Desde el 2008 sale con el actor David Hoflin, el 10 de marzo de 2012 la pareja anunció que se habían comprometido, y finalmente se casaron el 4 de enero de 2013 en Warton Victoia. En marzo del 2016 la pareja anunció que estaban esperando a su primer bebé juntos, finalmente tuvieron su hijo Finn Odin Hoflin el 29 de julio de 2016.

## Carrera
Natalie ha participado con pequeños papeles en series como Outsourced, Fat Cow Motel, The Lost Wrold y Medivac.
En diciembre del 2007 Natalie cantó a capella la primera estrofa de Once in Royal David's City en la reunión anual de BBC Shropshire Carols en Shrewsbury.
Del 26 de noviembre de 2003 hasta el 2005 apareció como personaje recurrente en la aclamada serie australiana Neighbours en donde interpretó a la ex-monja Carmella Cammeniti, más tarde en el 2006 se convirtió en personaje principal papel que interpretó hasta el 2008 luego de que su personaje decidiera irse de Erinsborough con su hija Chloe para alcanzar a Oliver en Portugal. Por su interpretación Natalie fue nominada a los premios logie en categorías como "nuevo talento femenino" y en "personalidad más popular en la televisión australiana".
En octubre del 2010 se anunció que su personaje y el de Oliver Barnes (interpretado por David Hoflin), regresarían marzo del 2011 para dos episodios, su regreso estará vinculado con la salida de Rebecca Napier y Declan Napier, la madre y hermano menor de Oliver. Su regreso fue el 14 de marzo del mismo año y su partida fue el 15 de marzo del mismo año.
En el 2014 apareció en la serie Crossbones donde interpretó a Rose Dryden.

## Filmografía

### Series de televisión
| Año               | Título         | Personaje                       | Notas                       |
| ----------------- | -------------- | ------------------------------- | --------------------------- |
| 2014              | Crossbones     | Rose Dryden                     | 7 episodios                 |
| 2003 - 2008, 2011 | Neighbours     | Carmella Cammeniti              | 301 episodios               |
| 2010              | Outsourced     | Bruja                           | episodio "Bolloween"        |
| 2003              | Fat Cow Motel  | Mujer Intóxicada                | episodio # 1.8              |
| 2002              | The Lost Wrold | Guerrera de Keeran              | episodio "Brothers in Arms" |
| 1997              | Medivac        | Fantasma de la Víctima del Tren | episodio # 2.10             |

### Películas
| Año  | Título               | Personaje        | Notas                                                    |
| ---- | -------------------- | ---------------- | -------------------------------------------------------- |
| 2013 | Groomless Bride      | Sandra           | junto a Travis McMahon, Mo Dirani & Ella Bowman          |
| 2012 | The Sleeping Warrior | Safia            | junto a Chayan Sarkar & Ozzie Devrish                    |
| 2011 | Like Crazy           | Natalie          | junto a Jennifer Lawrence & Anton Yelchin                |
| 2010 | 10 Days to Die       | Connie Burns     | junto a Jason Smith                                      |
| 2009 | I.C.U.               | Mujer Misteriosa | junto a Margot Robbie                                    |
| 2006 | When Darkness Falls  | Laura            | -                                                        |
| 2006 | Voodoo Lagoon        | Kate             | junto a John Noble, Lincoln Lewis, Beau Brady & Lara Cox |
| 2002 | Hey Sista!           | Roberta Russo    | corto                                                    |

### Apariciones
| Año  | Programa        | Notas                                                         |
| ---- | --------------- | ------------------------------------------------------------- |
| 2009 | The Singing Bee | concursante - episodio "The Celebrity Singing Bee: 80s Mania" |

### Teatro
| Año  | Obra                            | Personaje  | Director | Teatro                               | Notas                                                        |
| ---- | ------------------------------- | ---------- | -------- | ------------------------------------ | ------------------------------------------------------------ |
| 2007 | Snow White and the Seven Dwarfs | Snow White |          | Shrewsbury Music Hall United Kingdom | junto a Eric Smith, Aaron Prior, Ruth D'Silva & Andy Fleming |

## Premios y nominaciones
| Año  | Categoría                                         | Premio                  | Serie      | Resultado |
| ---- | ------------------------------------------------- | ----------------------- | ---------- | --------- |
| 2008 | Most Popular Personality on Australian Television | Gold Logie Award        | Neighbours | Nominada  |
| 2008 | Most Popular Actress                              | Silver Logie Award      | Neighbours | Nominada  |
| 2007 | Most Popular Personality on Australian Television | Gold Logie Award        | Neighbours | Nominada  |
| 2007 | Most Popular Actress                              | Silver Logie Award      | Neighbours | Nominada  |
| 2007 | Queen Of Teen                                     | Dolly Teen Choice Award | Neighbours | Ganadora  |
| 2005 | Most Popular New Female Talent                    | Logie Award             | Neighbours | Ganadora  |